# 布莱德湖
布莱德湖是朱利安阿尔卑斯山山区的一个冰蚀湖，位于斯洛文尼亚西北部，毗邻布莱德城。布莱德湖是一处热门的旅游目的地。布莱德湖距离盧布爾雅那約熱·普奇尼克機場35公里，距离首都卢布尔雅那55公里。
布莱德湖长2,120米，宽1,380米，面积1.45 km²，最大深度30.6米，海拔高度475米。该湖位于风景如画的环境中，被群山和森林环抱。一座中世纪城堡耸立于湖的北岸。

## 地质和历史
布莱德湖是座冰蚀湖兼构造湖。湖面长2,120米 ，宽 1,380 米，最深处30.6 米。湖景致优美，山林环绕。湖的北岸为 布莱德城堡。

## 布萊德島
布萊德島(Blejski otok)由布莱德湖包圍著，是斯洛維尼亞唯一一個的天然島嶼。島上有幾棟建築，最大的是聖母蒙召升天教堂(Cerkev Marijinega vnebovzetja)，並飾有中世紀壁畫和豐富的巴洛克藝術。教堂擁有高达52米的塔楼，內有99级台阶，教堂建於十七世紀末，定期在此举行婚礼。
布莱德湖的環境非常適合于赛艇运动，1966年、1979年、1989年和2011年的世界赛艇锦标赛曾在此举行。

## 图集

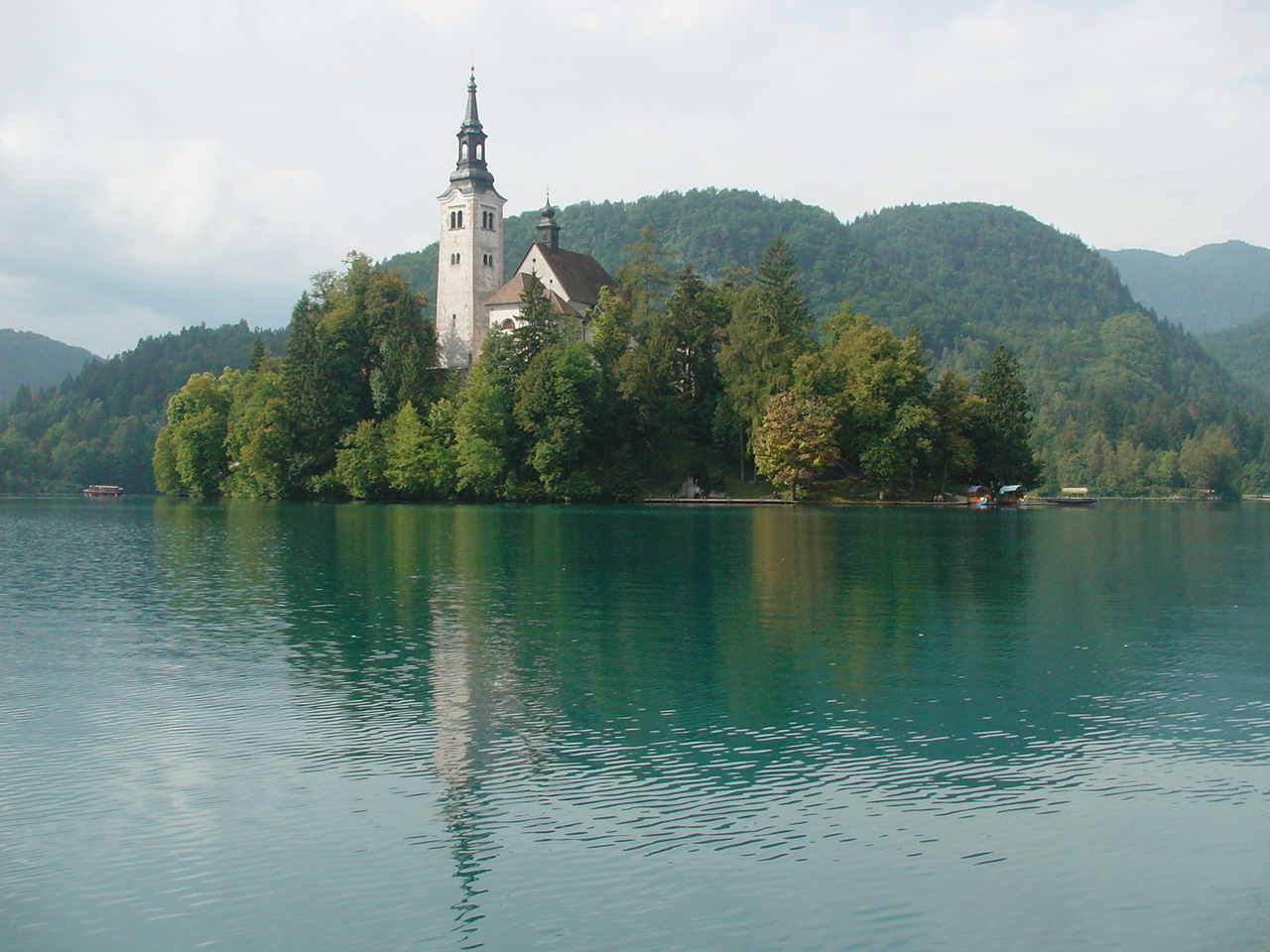
布莱德岛
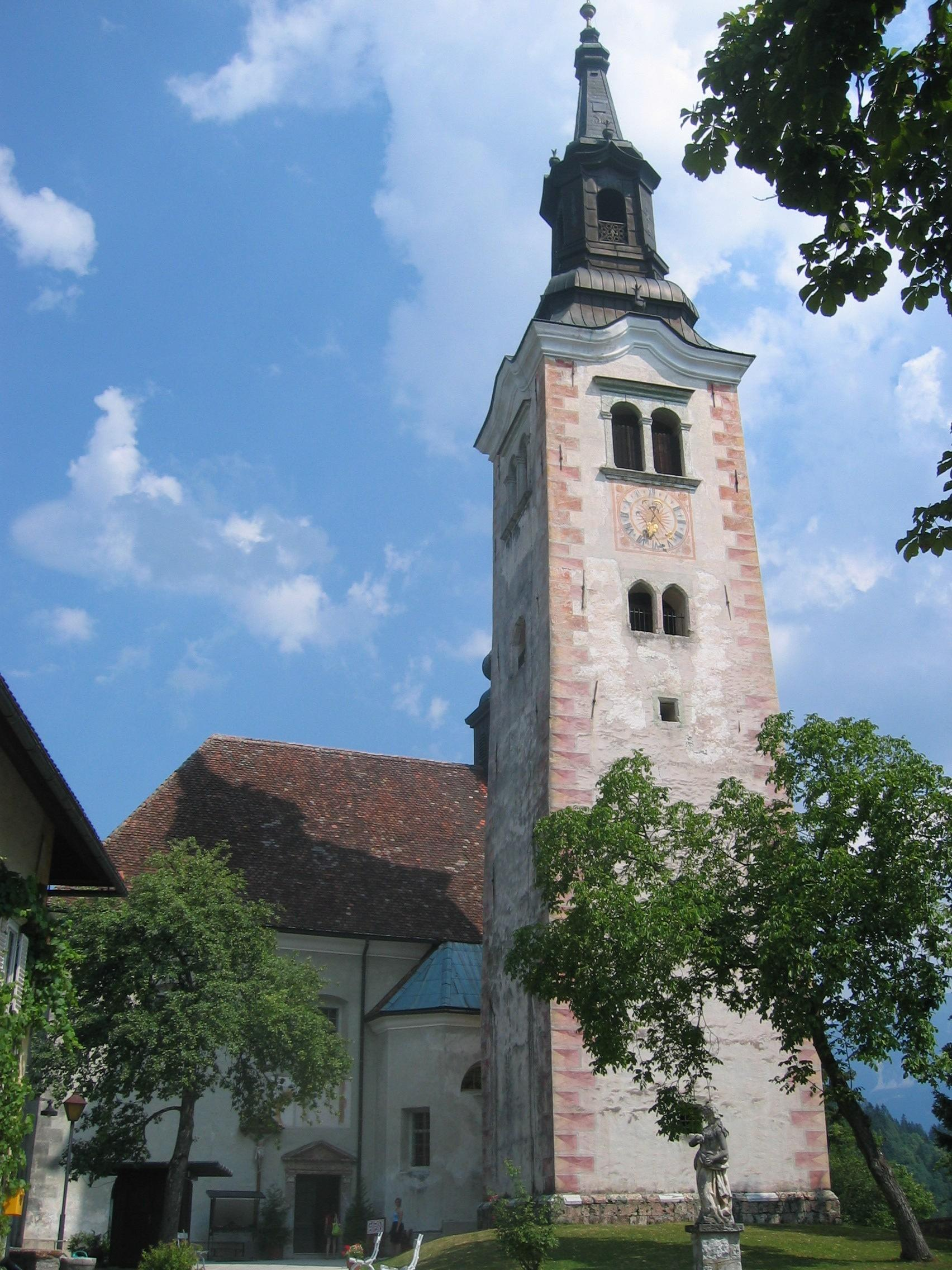
圣母升天教堂
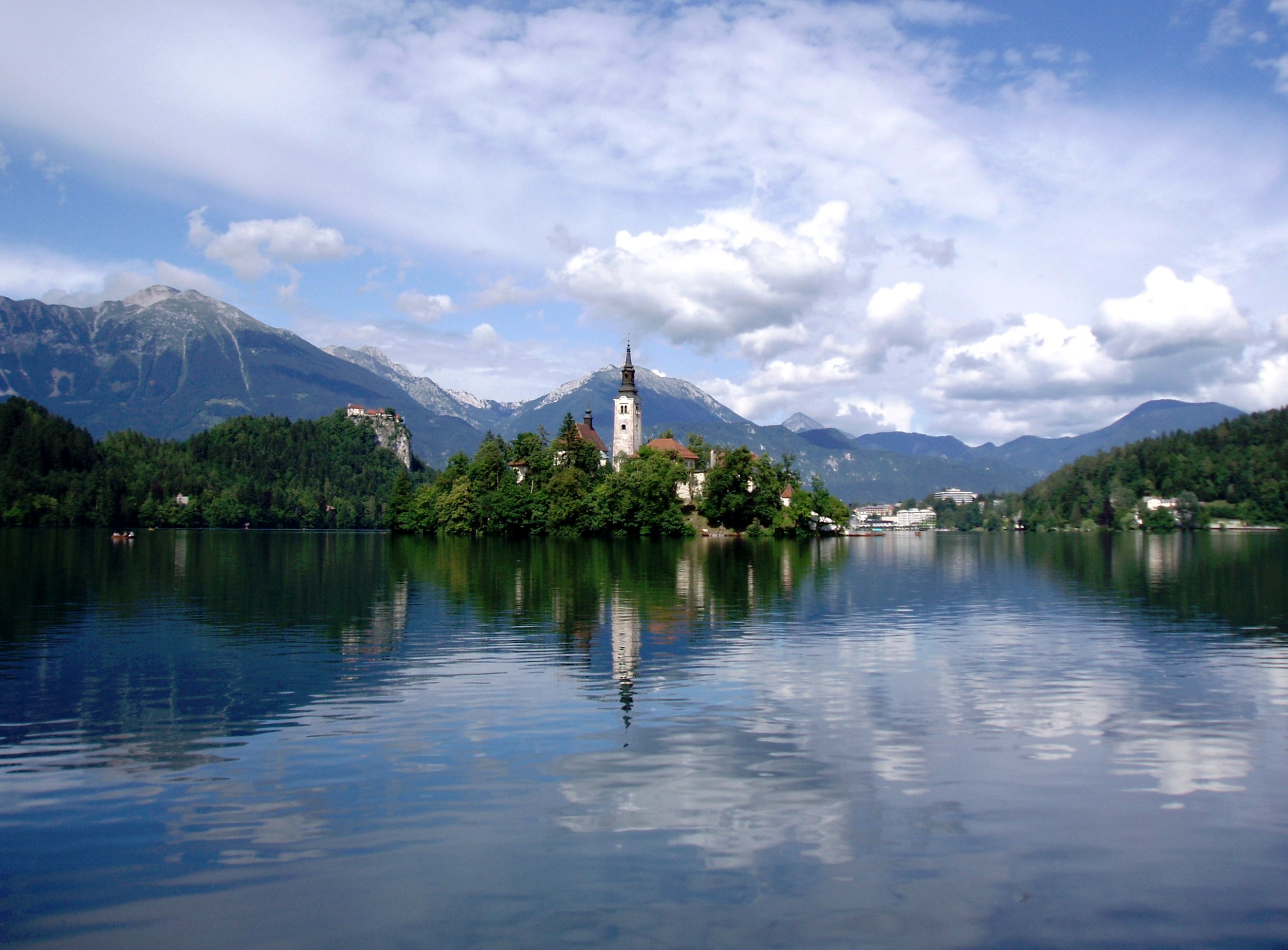
城堡、教堂和城市
从山上俯瞰布莱德湖
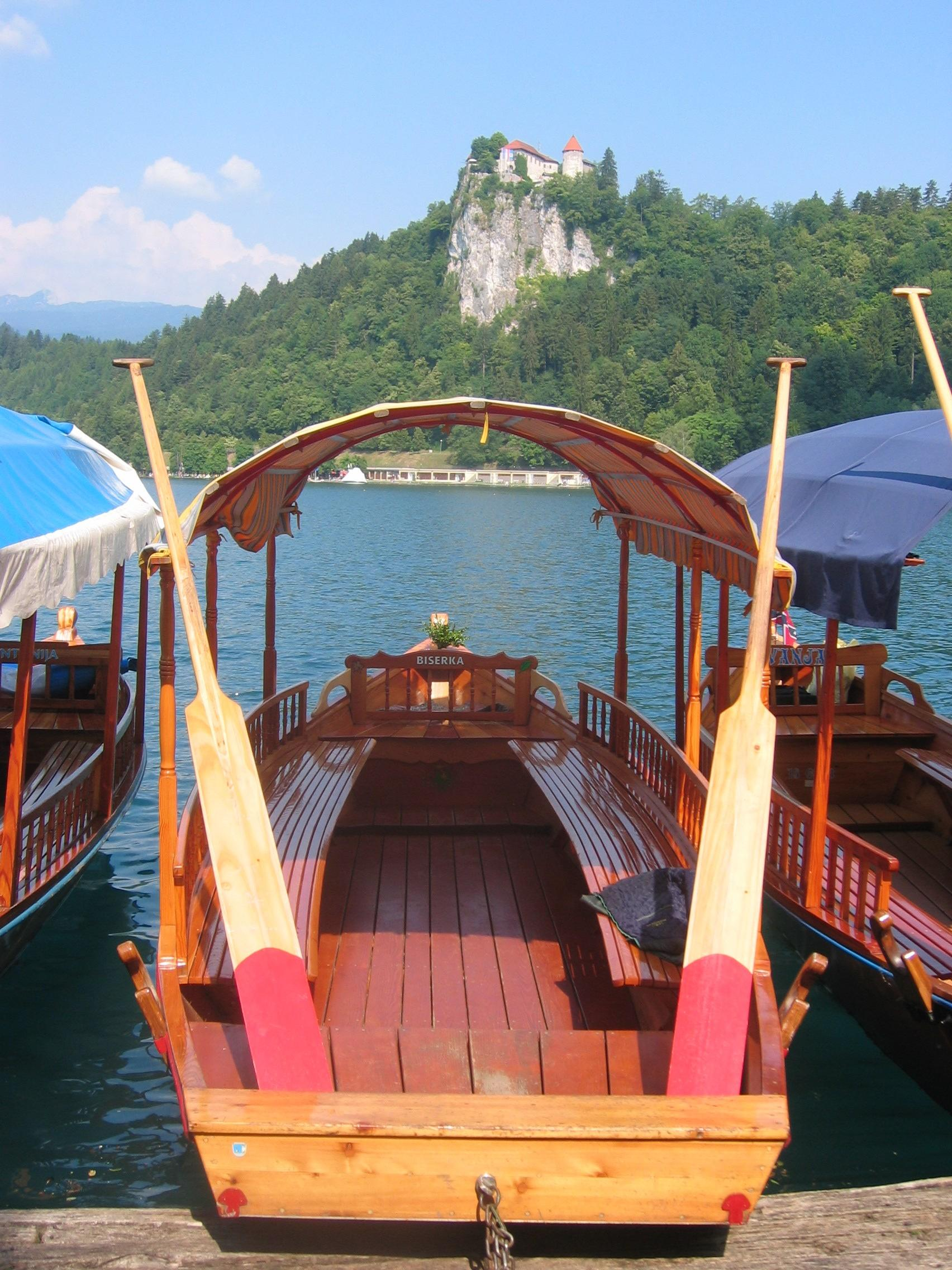
当地传统的船 Pletna
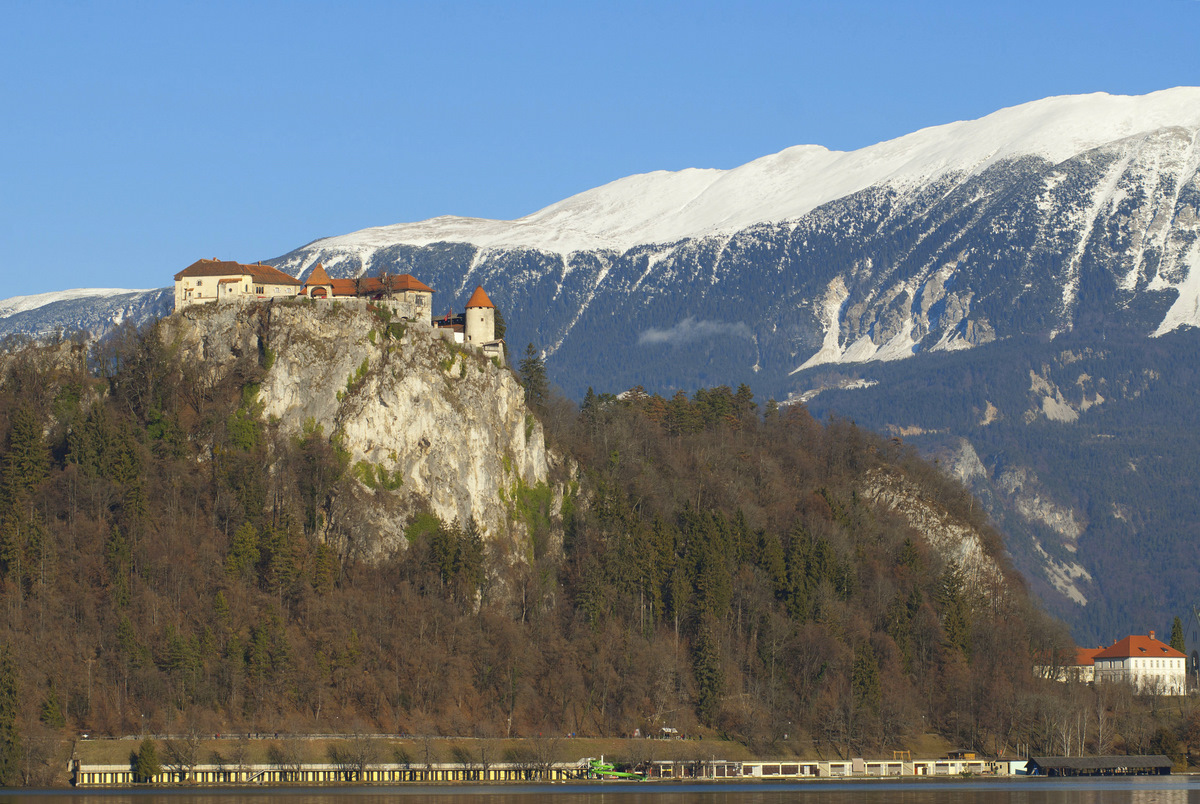
布莱德城堡
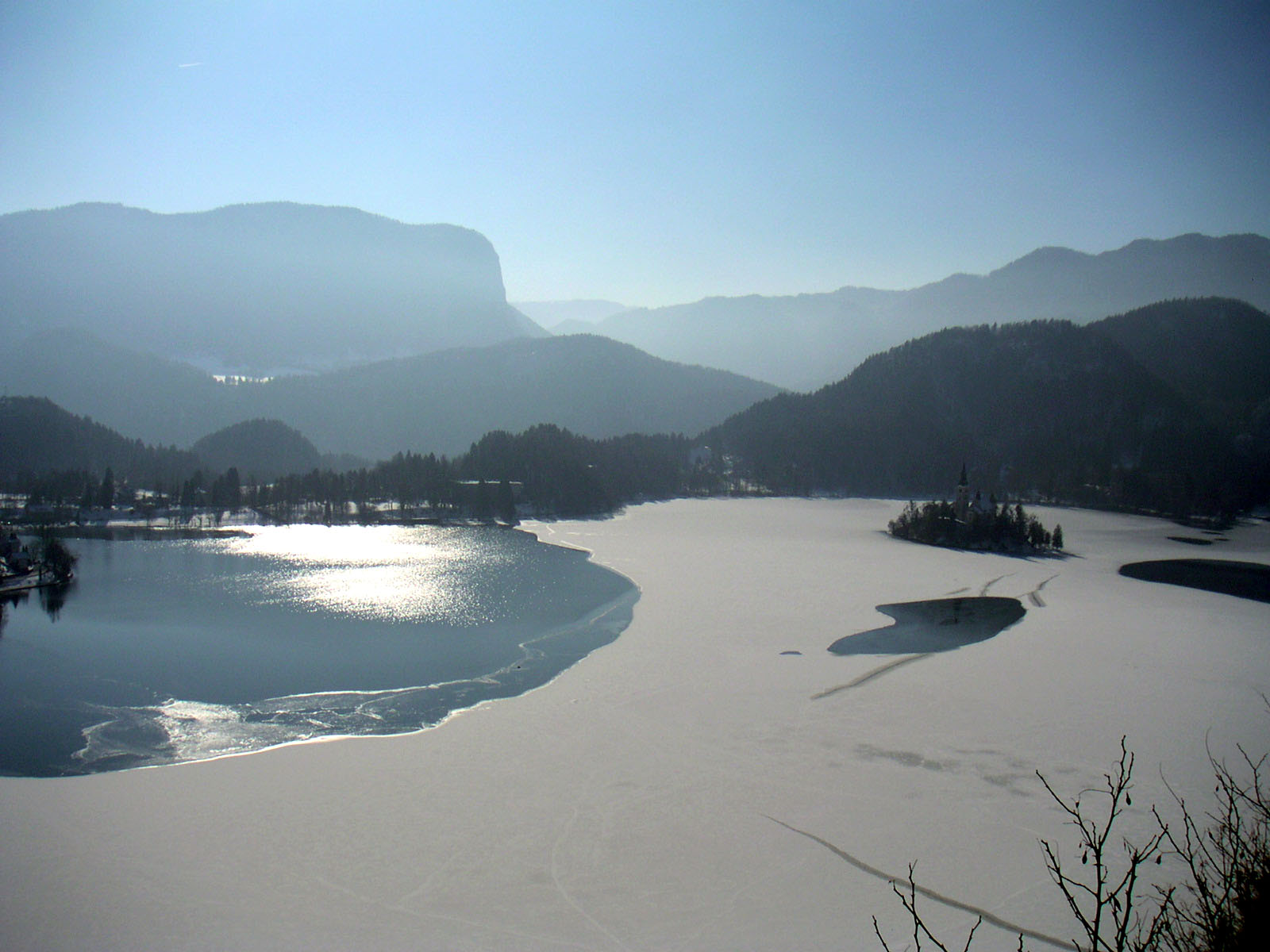
部分结冰的湖面
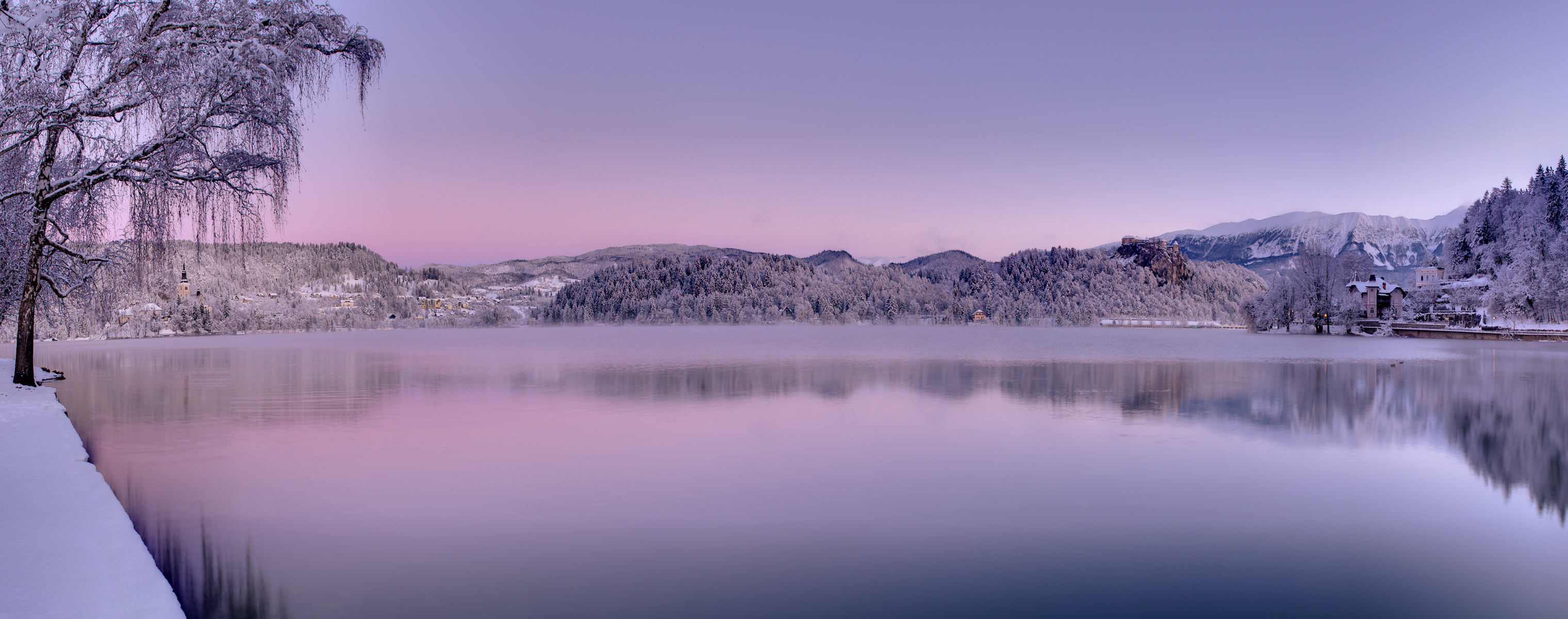
布莱德湖冬景
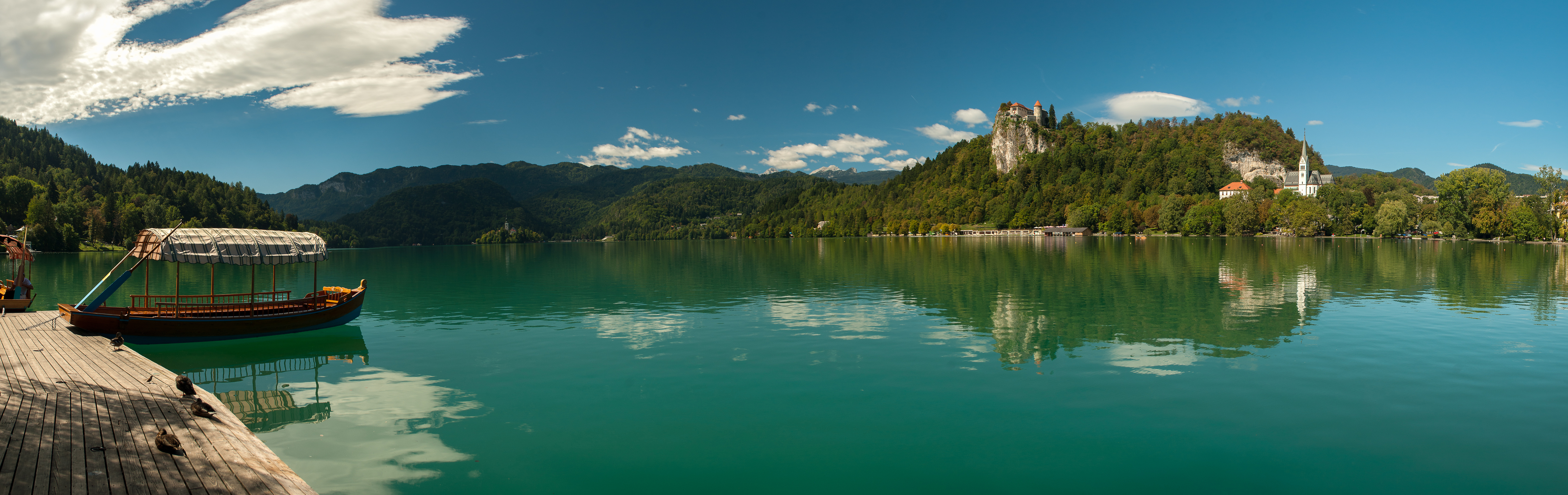
布莱德湖夏景